# Национална библиотека и архива (УАЕ)
Национална библиотека и архива је водећа истраживачка и архивска институција са седиштем у Абу Дабију, задужена за очување и документовање историје и наслеђа Уједињених Арапских Емирата и региона Залива. Национална библиотека и архива је основао 1968. године Зајед бин Султан ел Нахјан, први председник Уједињених Арапских Емирата, под називом Центар за документацију и истраживање. Четрдесет година касније, председник шеик Калифа бин Зајед ел Нахјан, издао је Закон бр. 7 за 2008. годину, којим је Центар проглашен званичним Националним архивом Уједињених Арапских Емирата, под називом Национални центар за документацију и истраживање.  Закон одређује надлежност Националног центра за документацију и истраживањеда да прикупља, чува и архивира документа ради промоције културне и историјске свести и пружа истраживачима приступ вредним материјалима које Центар поседује. Шеик Калифа бин Зајед ел Нахјан је 2014. године издао савезни закон бр. 1, којим је промењен назив у Национални архив.
Од 2021. године, Национална библиотека и архива је рангирана као шеста најнапреднија организација у својој категорији широм света у погледу коришћених алата и технологије.

## Визија и мисија
Према директивама председника шеика Мансура бин Заједа ел Нахјана, заменика премијера и министра за председничка питања, Национална библиотека и архива делује као Национално памћење. Мисија Националне библиотеке и архива је очување документарног наслеђа кроз посебне архивске, документационе и истраживачке услуге, како би се доносиоцима одлука и јавности пружиле поуздане информације и унапредио грађански дух и национални идентитет.
Национална библиотека и архива је поверен чувар владиних евиденција Уједињених Арапских Емирата и одговорна је за:
- Развијање владиних архива применом најбољих архивских политика и процедура.
- Ширење колекција кроз стално проширивање архива, библиотека и истраживачких капацитета.
- Очување колекција обезбеђивањем заштите и рестаурације аквизиција.
- Омогућавање широке доступности фондова и лаког приступа путем интерних објеката и програма информисања.

## Припадности
Национална библиотека и архива је члан бројних организација, укључујући следеће:
- Организација Уједињених нација за образовање, науку и културу (Унеско)[5]
- Међународни архивски савет[6]
- Међународна федерација библиотечких удружења и институција[7]
- Арапска федерација за библиотеке и информације[1]
- Удружење за студије Блиског истока[8]
- Удружење за усмену историју[9]